# Holań

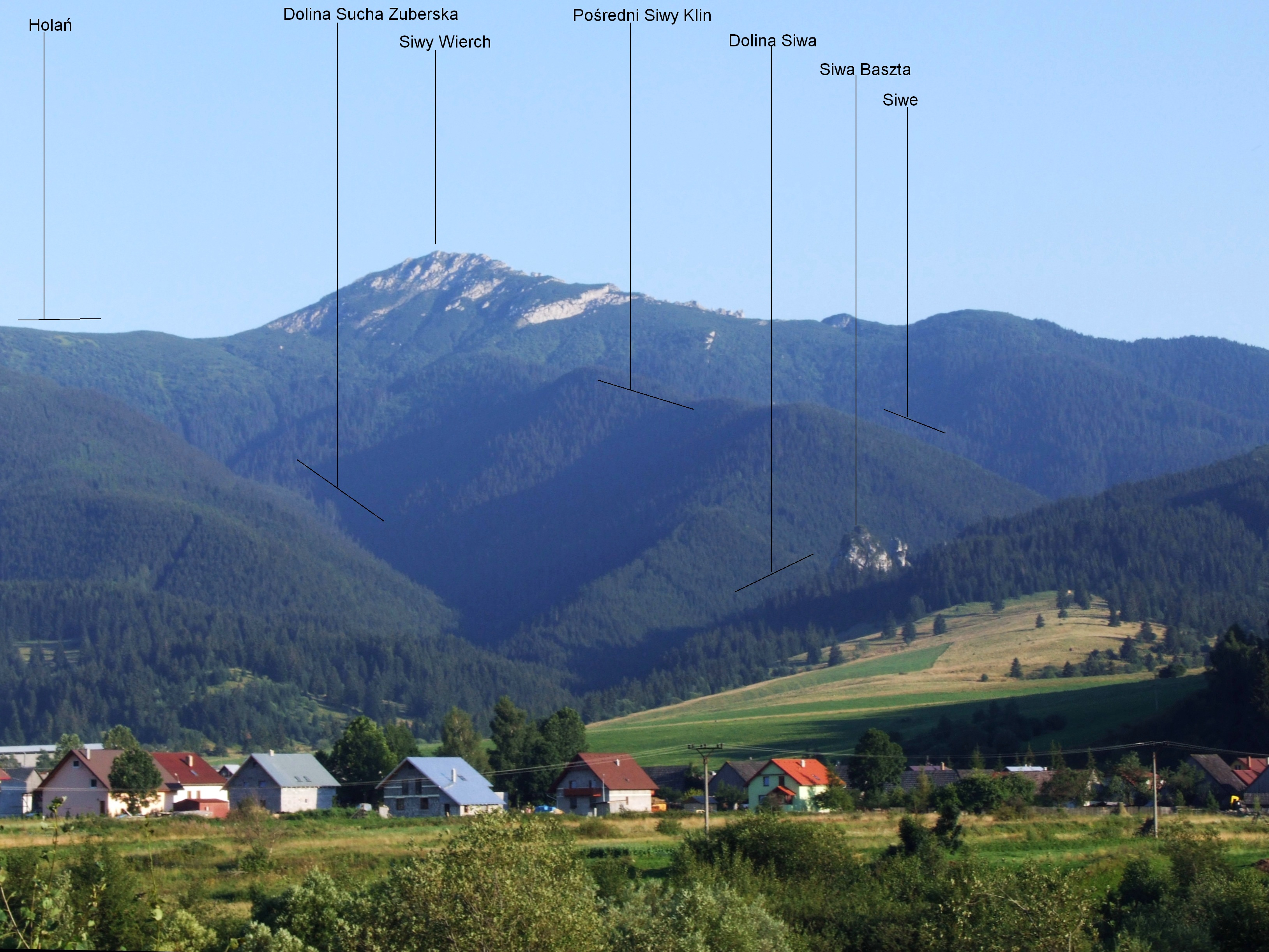
Widok z Zuberca

Holań (słow. Holáň) – znajdujący się w słowackich Tatrach Zachodnich odcinek grzbietu pomiędzy przełęczą Jałowiecka Palenica (1570 m) a podnóżami Siwego Wierchu. Jest to niemal płaski i poziomy fragment grani głównej Tatr Zachodnich.  Ze znajdującej się w nim niewielkiej kopki zwanej Miękkim Wierchem  odchodzi w północno-zachodnim kierunku do Kozińca krótki grzbiet, również zwany Miękkim Wierchem. Południowo-wschodnie stoki Holania opadają do Doliny Bobrowieckiej Liptowskiej.
Holań rozciąga się na wysokości około 1570–1600 m n.p.m. Dawniej był trawiasty i intensywnie wypasany. W 1974 r. w rejonie Siwego Wierchu utworzono rezerwat ścisły Rezervácia Sivý vrch. Jego granica biegnie granią Holania i obejmuje północno-zachodnie zbocza z Miękkim Wierchem. Po zniesieniu wypasu Holań zarósł już niemal całkowicie kosodrzewiną.

## Szlaki turystyczne
– czerwony: Wyżnia Huciańska Przełęcz – Białe Wrótka – Siwy Wierch – Holań –  Palenica Jałowiecka – Brestowa.